# Plagiogramma brasiliense
Plagiogramma brasiliense är en skalbaggsart som beskrevs av Tarsia in Curia 1935. Plagiogramma brasiliense ingår i släktet Plagiogramma och familjen stumpbaggar. Inga underarter finns listade i Catalogue of Life.